# Sabrina Binda
Sabrina Binda, né le 2 novembre 1975, est une joueuse de pétanque française. 

## Clubs
- ?-? : Stade auxerrois (Yonne)
- ?- : Amis de la Pétanque Bourbon-Lancy (Saône-et-Loire)

## Palmarès[1],[2]

### Séniors

#### Championnats de France
Championne de France
- Doublette 2016 (avec Marianne Couzon) : Stade Auxerrois

Finaliste
- Doublette 2015 (avec Marianne Couzon) : Stade Auxerrois